# リーシスキー駅
リーシスキー駅（リーシスキー）またはリガ駅（リガえき、ロシア語: Рижский вокзал）は、モスクワ市内にある鉄道駅で9大ターミナル駅の一つ。1901年に開業した。モスクワ地下鉄6号線カルーシュスコ＝リーシュスカヤ線のリーシュスカヤ駅と隣接している。

## 駅名
モスクワでは、長距離列車の目的地がその駅名としてつけられている。そのため、ラトビアのリガへ向かう長距離列車が発着する当駅を、リーシスキー駅（「リーシスキー」は「リーガ」の活用形）と称している。
駅の呼称はたびたび変更されており、1930年にはヴィンダフスキー駅（ロシア語: Виндавский вокзал）とされた。これはラトビアの港湾都市であるヴェンツピルスにちなんだものである。1942年には、バルト海地域へ向かう駅として、バルティスキー駅（ロシア語: Балтийский）と改称された。